# Zhifang (köping i Kina, Henan, lat 33,69, long 114,16)
Zhifang (kinesiska: 址坊, 址坊镇) är en köping i Kina. Den ligger i provinsen Henan, i den centrala delen av landet, omkring 130 kilometer söder om provinshuvudstaden Zhengzhou. Antalet invånare är 30 269. Befolkningen består av 14 960 kvinnor och 15 309 män. Barn under 15 år utgör 21,0 %, vuxna 15-64 år 68 %, och äldre över 65 år 10,0 %.
Genomsnittlig årsnederbörd är 863 millimeter. Den regnigaste månaden är juli, med i genomsnitt 176 mm nederbörd, och den torraste är januari, med 7 mm nederbörd.